# Provincia di Kwilu
La provincia di Kwilu, (francese: province du Kwilu) è una delle 26 province della Repubblica Democratica del Congo. Il suo capoluogo è la città di Kikwit.
La provincia si trova nel Congo occidentale.
Nel precedente ordinamento amministrativo del Congo (in vigore fino al 2015) la provincia non esisteva in quanto faceva parte della più ampia Provincia di Bandundu.

## Geografia antropica

### Suddivisioni amministrative
La provincia di Kwilu è suddivisa nelle città di Kikwit (capoluogo) e Bandundu ed in 5 territori:
- territorio di Bulungu, capoluogo: Bulungu;
- territorio di Bagata, capoluogo: Bagata;
- territorio di Masi-Manimba, capoluogo: Masi-Manimba;
- territorio di Gungu, capoluogo: Gungu;
- territorio di Idiofa, capoluogo: Idiofa.